# Pimpinella leschenaultii
Pimpinella leschenaultii är en flockblommig växtart som beskrevs av Dc. Pimpinella leschenaultii ingår i släktet bockrötter, och familjen flockblommiga växter. Inga underarter finns listade i Catalogue of Life.